# Па Ліха
Па Ліха (кит.: 帕丽哈; нар. 6 червня 1996) — китайська борчиня вільного стилю, бронзова призерка чемпіонату світу, дворазова чемпіонка Азії, чемпіонка Азійських ігор, дворазова срібна призерка Кубків світу.

## Життєпис
Боротьбою почала займатися з 2007 року. У 2015 році стала чемпіонкою Азії серед юніорів. У 2018 та 2019 роках завоювала титул чемпіонату світу серед молоді.
Виступала за борцівський клуб Сіньцзян-Уйгурського автономного району. Тренер — Сю Куйюань.

## Спортивні результати на міжнародних змаганнях

### Виступи на Чемпіонатах світу
| Змагання                        | Збірна | Вагова категорія          | Місце  |
| ------------------------------- | ------ | ------------------------- | ------ |
| Чемпіонат світу з боротьби 2017 | КНР    | жіноча боротьба, до 75 кг | 5      |
| Чемпіонат світу з боротьби 2018 | КНР    | жіноча боротьба, до 76 кг | 11     |
| Чемпіонат світу з боротьби 2019 | КНР    | жіноча боротьба, до 72 кг | Бронза |

### Виступи на Чемпіонатах Азії
| Змагання                       | Збірна | Вагова категорія          | Місце  |
| ------------------------------ | ------ | ------------------------- | ------ |
| Чемпіонат Азії з боротьби 2017 | КНР    | жіноча боротьба, до 75 кг | Золото |
| Чемпіонат Азії з боротьби 2019 | КНР    | жіноча боротьба, до 76 кг | Золото |

### Виступи на Азійських іграх
| Змагання                        | Збірна | Вагова категорія          | Місце  |
| ------------------------------- | ------ | ------------------------- | ------ |
| Азійські ігри в приміщенні 2017 | КНР    | жіноча боротьба, до 75 кг | Золото |

### Виступи на Кубках світу
| Змагання                    | Збірна | Вагова категорія | Місце  |
| --------------------------- | ------ | ---------------- | ------ |
| Кубок світу з боротьби 2017 | КНР    | команда          | Срібло |
| Кубок світу з боротьби 2018 | КНР    | команда          | Срібло |

### Виступи на інших змаганнях
| Змагання                                   | Збірна | Вагова категорія          | Місце  |
| ------------------------------------------ | ------ | ------------------------- | ------ |
| Cerro Pelado International 2017            | КНР    | жіноча боротьба, до 75 кг | Золото |
| Відкритий чемпіонат Польщі з боротьби 2017 | КНР    | жіноча боротьба, до 75 кг | Золото |
| Гран-прі «Іван Яригін» 2018                | КНР    | жіноча боротьба, до 76 кг | Бронза |
| Відкритий чемпіонат Китаю з боротьби 2018  | КНР    | жіноча боротьба, до 76 кг | Золото |
| Відкритий чемпіонат Польщі з боротьби 2018 | КНР    | жіноча боротьба, до 76 кг | Бронза |
| Турнір Олександра Медведя 2018             | КНР    | жіноча боротьба, до 76 кг | Срібло |
| Klippan Lady Open 2019                     | КНР    | жіноча боротьба, до 76 кг | 15     |
| Турнір Дана Колова — Николи Петрова 2019   | КНР    | жіноча боротьба, до 76 кг | Срібло |
| Тестовий турнір UWW 2019                   | КНР    | жіноча боротьба, до 76 кг | Золото |
| Турнір Маттео Пелліцоне 2020               | КНР    | жіноча боротьба, до 76 кг | 17     |

### Виступи на змаганнях молодших вікових груп
| Змагання                                     | Збірна | Вагова категорія          | Місце  |
| -------------------------------------------- | ------ | ------------------------- | ------ |
| Чемпіонат Азії з боротьби серед юніорів 2015 | КНР    | жіноча боротьба, до 72 кг | Золото |
| Чемпіонат світу з боротьби серед молоді 2018 | КНР    | жіноча боротьба, до 76 кг | Золото |
| Чемпіонат світу з боротьби серед молоді 2019 | КНР    | жіноча боротьба, до 76 кг | Золото |